# 巴明善
巴明善（Archbishop Lorenzo Maria Balconi, P.I.M.E. † 1878年8月4日—1969年4月10日），天主教汉中教区代牧（1928年2月18日-1934年3月）、宗座外方傳教會总会长（1934年3月至1947年），意大利宗座外方傳教會会士。
1878年8月4日，巴明善出生在意大利米兰。1898年（19岁）入宗座外方傳教會。1900年12月22日，22岁晋升神甫。赴中國传教。1928年2月18日（49岁）由教廷任命为天主教汉中教区宗座代牧，领Mylasa教区主教衔 。同年5月17日，由南阳教区包海容主教、老河口教区恩礼奇主教祝圣 。
1934年3月（55岁），巴明善任宗座外方傳教會总会长（至1947年）。1939年8月3日（60岁），领Hierapolis in Phrygia总主教衔。1969年4月10日，巴明善主教去世，年90岁。